# Show TV (polska stacja telewizyjna)
Show TV – polska stacja telewizyjna, uruchomiona 9 listopada 2002 roku jako Telewizja Edusat.

## Historia
Telewizja Edusat rozpoczęła swoją działalność 9 listopada 2002 na podstawie koncesji (nr 282/2002-T) Krajowej Rady Radiofonii i Telewizji, jako pierwsza w Polsce satelitarna telewizja edukacyjna. Autorem pomysłu utworzenia stacji był jej założyciel i pierwszy prezes Wojciech Pomykało. Telewizję wspierała fundacja Innowacja, która m.in. powołała do życia Wyższą Szkołę Społeczno-Ekonomiczną w Warszawie. Stacja przez wiele lat swojego istnienia, była ściśle związana z WSSE, emitując wykłady z zakresu nauk społecznych i ekonomicznych.
Kanał powstał z myślą o studentach, oferując im możliwość uczestnictwa w wykładach akademickich na odległość, co pozwalało na realizowanie przez nich procesu samokształcenia. Początkowo telewizja miała dawać studentom Wyższej Szkoły Społeczno-Ekonomicznej w Warszawie dostęp jedynie do wykładów akademickich. W roku akademickim stacja transmitowała wykłady „na żywo” (głównie w soboty i niedziele) z siedziby uczelni do 34 różnych sal wykładowych rozmieszczonych na terenie całej Polski. 
Działalność stacji została doceniona na forum międzynarodowym. W 2008 roku Edusat rywalizował ze 132 stacjami tematycznymi z 17 krajów, w odbywającym się od 1996 roku konkursie Hot Bird TV Awards, uzyskując wyróżnienie w kategorii edukacja i kultura.
Od początku istnienia telewizja Edusat nie ograniczał się wyłącznie do transmisji wykładów akademickich. Stacja emitowała również magazyny i programy dokumentalne. W kolejnych latach stacja rozpoczęła emisję również klasycznych filmów fabularnych, magazynów muzycznych, programów rozrywkowych o modzie, urodzie, motoryzacji i gwiazdach show-biznesu, programów kulinarnych, reportaży oraz relacji sportowych. W 2005 roku Edusat emitował programy poradnikowej telewizji Moja TV, natomiast w 2008 transmitował sygnał telewizji Gamesat poświęconej grom komputerowym.
26 sierpnia 2011 stacja przeszła na emisję z formatu 4:3 do panoramicznego 16:9. Przez pierwszych 10 lat istnienia była telewizją satelitarną. 15 października 2012 zakończyła emisję satelitarną. Kanał nadal jest dystrybuowany w sieciach kablowych, IPTV oraz w internecie za pomocą sieci światłowodowej. 15 listopada 2012 roku została uruchomiona wersja HDTV kanału. Stacja została przywrócona na satelitę w dniu 10 października 2016 roku.
3 listopada 2015 r. KRRiT na wniosek koncesjonariusza, udzieliła spółce Edusat Chanel Sp. z o.o. z siedzibą w Warszawie, koncesji na rozpowszechnianie w sieciach telekomunikacyjnych programu telewizyjnego pod nazwą ETV. Zgodnie z zapisami koncesji program stacji będzie miał charakter wyspecjalizowany rozrywkowo-poradnikowy i będzie rozpowszechniany codziennie nie mniej niż 7,5 godziny na dobę. 7 lutego 2016 stacja ETV oficjalnie zastąpiła Edusat. 28 maja 2018 roku kanał ETV został zastąpiony stacją o profilu rozrywkowym pod nazwą Red Carpet TV.
18 marca 2019 r. stacja rozpoczęła nadawanie w jakości HD na satelicie Eutelsat Hot Bird 13C (13,0°E).  
2 czerwca 2019 r. kanał zmienił logo oraz oprawę graficzną, a także nazwę na Red Carpet. W ramówce pojawiły się nowe pasma tematyczne, czyli Red Now, Red Pop, Red Classic oraz Red Live.
W 2021 roku stacja wzięła udział w organizowanym przez Krajową Radę Radiofonii i Telewizji konkursie na miejsce w pierwszym multipleksie telewizji naziemnej.
23 czerwca 2025 przez chwilową awarię, w godzinach popołudniowych kanał razem z ViDoc TV zostało wyłączone dla abonamentów Canal+. 
1 sierpnia 2025 Red Carpet zmieniło nazwę na Show TV. 

### Struktura własnościowa
Nadawcą kanału jest Red Carpet Media Group S.A., której udziałowcami są Red Carpet Technologies Sp. z o.o. (większościowy  akcjonariusz) oraz osoby fizyczne.